# Zoom Airways
Zoom Airways es una aerolínea de carga con base en Daca, Bangladés. Fundada en 2002 como Z-Airways and Services, la aerolínea opera vuelos chárter de carga en Bangladés y la región sur de Asia. En 2005, la aerolínea fue rebautizada como Zoom Airways.

## Flota
La flota de Zoom Airways se compone de los siguientes aviones (a 27 de diciembre de 2008):
- 1 BAe 748 Series 2B
- 1 Lockheed L-1011-500 Tristar